# Ернст Ґебель
Ернст Отто Ґебель (нім. Ernst Otto Göbel (24 березня 1946 Зеельбах (Вільмар), Німеччина) — німецький фізик .
Ґебель був від 1 квітня 1995 до 31 грудня 2011 президентом організації Physikalisch-Technische Bundesanstalt у Брауншвайзі. З 1997 до 2003 рік був президентом Консультативного комітету з електрики (CCE), а з 1997 до 2012 року — членом Міжнародного комітету мір і ваг ( CIPM ) Метричної конвенції в Парижі, а з липня 2004 року до кінця 2010 року також його президентом. Його наукова робота зосереджена на фізиці твердого тіла, зокрема фізиці напівпровідників і технології напівпровідників, лазерній фізиці та лазерній спектроскопії та метрології.

## Освіта
Ернст О. Ґебель народився 1946 року в Зеельбаху, Гессен. Після закінчення середньої школи він почав вивчати фізику та математику в університеті Йоганна Вольфганга Ґете у Франкфурті-на-Майні в 1966 році. Після переходу до Інституту фізики Штутгартського університету він отримав ступінь доктора природничих наук у 1973 році, захистивши дисертацію на тему ефектів рекомбінації при високих густинах збудження в GaAs та InP під керівництвом Манфреда Пількуна. Потім він залишився в Університеті Штутгарта на посаді наукового співробітника і завершив свою академічну підготовку в 1979 році, пройшовши габілітацію та отримавши посаду приват-доцента.

## Академічна кар'єра
Після завершення своєї габілітації Ернст О. Ґебель перейшов до Інституту дослідження твердого тіла Макса Планка в Штутгарті на посаду наукового асистента, а в 1985 році очолив кафедру експериментальної фізики твердого тіла в Університеті ім Філіппа в Марбурзі, змінивши на цій посаді Йозефа Штуке. Під час дослідження в Марбурзі він зосереджувався на електронних і оптичних властивостях напівпровідників. За цей час на фізичному факультеті було створено міждисциплінарний науковий центр матеріалознавства, що дає змогу інтенсивно співпрацювати фізикам і хімікам у галузі матеріалознавства.
З 1995 до 2011 року Ґебель був президентом Physikalisch-Technische Bundesanstalt у Брауншвайзі. Відтоді він також є почесним професором Університету Філіппа в Марбурзі та Технічного університету Брауншвайґа.

## Дослідження за кордоном
- 1975: Докторант в AT&T Bell Labs у Голмделі, Нью-Джерсі, США
- 1983: Наукове перебування в Університеті Кампіна, Бразилія
- 1989/90: Дослідницьке перебування (відпустка) в AT&T Bell Labs у Голмделі, Нью-Джерсі, США

## Почесні звання та членство
У 1990 році Німецьке фізичне товариство та Інститут фізики в Лондоні присудили Ернсту О. Ґебелю премію Макса Борна .
У 1991 році він отримав премію імені Ґотфріда Вільгельма Ляйбніца від Німецького дослідницького фонду .
У 1995 році став іноземним членом Національної академії наук України, з 1996 року є членом-кореспондентом Берлін-Бранденбурзької академії наук, а з 2006 року — іноземним членом Російської академії метрології. Він також є членом Німецької академії науки і техніки.
З 1997 по 2003 рік він був президентом Консультативного комітету з електрики (CCE) Метричної конвенції, а з 1995 року він був членом президії DIN, що представляв метрологію.
У 2003 році він став членом Інституту фізики в Лондоні.
У 2010 році отримав Великий хрест за заслуги перед Федеративною Республікою Німеччина. У 2014 році нагороджений орденом Пошани DIN.
Як часто цитованого вченого, Ґебель має h-індекс 48 за даними Scopus у 2021 році.

## Вебпосилання
- Бібліографія. Ернст Ґебель // Німецька національна бібліотека
- Kurzer Lebenslauf mit Foto bei der PTB (Memento vom 16. April 2016 im Internet Archive)
- Fragebogen der PTB (Memento vom 7. Juni 2007 im Internet Archive)
- Biographie beim Werner-von-Siemens-Ring (Memento vom 14. März 2009 im Internet Archive)
- Pressemitteilung der PTB: Wechsel an der Spitze der Physikalisch-Technischen Bundesanstalt (Memento vom 1. Oktober 2013 im Internet Archive)